# 阿布·哈桑·阿里
阿布·哈桑·阿里(?—1009年)，花刺子模統治者，是馬蒙王朝家族成員，由997-1009年統治花剌子模。
在997年他父親馬蒙死後統治花剌子模，很少有人知道他的統治。他與加茲尼王國蘇丹馬哈茂德妹妹Kalji結婚，但也與黑汗王朝交往。他死後兄弟馬蒙二世即位。